# Pieter van den Bosch (peintre)
Pour les articles homonymes, voir Van den Bosch.
Pieter van den Bosch (vers 1613, Amsterdam - après 1663) est un peintre néerlandais du siècle d'or. Il est connu pour ses peintures de scènes de genre et de natures mortes.

## Biographie
Pieter van den Bosch est né vers 1613 à Amsterdam aux Pays-Bas. 
Il est actif à Amsterdam de 1645 à 1660. Il travaille pour le collectionneur Marten Kretzer qui lui passe plusieurs commandes de peintures. Ses œuvres sont souvent signées du monogramme "P.v.Bosch". En 1663, il est installé à Londres, où il travaille comme agent.
Il meurt après 1663.

## Œuvres
- Une femme en train de récurer un pot[1], National Gallery, Londres
- Une femme en train de lire un livre[2], Musée de l'Ermitage, Saint-Pétersbourg
- Nature morte[3], Musée de l'Ermitage, Saint-Pétersbourg